# Grafschaft Collesano

Wappen des Grafen von Golisano (Collesano)

Die Grafschaft Collesano war eine Feudaleinheit, die in Sizilien vom 13. bis Anfang des 19. Jahrhunderts bestanden hat. Ihr Gebiet umfasste die heutigen Gemeinden Collesano, Gratteri, Petralia Soprana und Petralia Sottana der Metropolitanstadt Palermo sowie die Gemeinde Caronia der Metropolitanstadt Messina.

## Geschichte
Im Jahre 1063 eroberten die Normannen unter Roger I. von Altavilla die sarazenische Burg Golisano, das spätere Collesano. 1194 übertrug König Wilhelm III. von Sizilien die Burg und die Ländereien von Collesano der Diözese Palermo. Im Jahre 1202, in der Zeit der Staufer, wurde Collesano an Paolo Cicala verliehen, der den Titel eines Grafen annahm. In der Zeit der Anjou, im Jahr 1271, übertrug König Karl I. von Anjou das Schloss und die Ländereien von Collesano nicht dem Adeligen Simon VI. de Montfort, sondern dem Staat, der es von der großen Grafschaft Geraci abtrennte und dem Genueser Heinrich II. von Ventimiglia zuwies.
1305 fiel Collesano an die Ventimiglia zurück und wurde der Grafschaft Geraci angegliedert, nachdem König Friedrich III. von Sizilien Francesco Ventimiglia Filangeri eingesetzt hatte. Die Grafschaft wurde 1398 von König Martin I. von Sizilien von den Ventimiglias konfisziert, nachdem Graf Antonio Ventimiglia von Lauria wegen Felonie gegen die aragonesische Krone verurteilt worden war. 1408 wurde das Land an Enrico Rosso Chiaramonte von den Grafen von Aidone abgetreten. Im Jahre 1414 wurde Ventimiglia durch die Begnadigung des Königs Ferdinand I. von Aragon wieder frei und erhielt die Herrschaft vom Staat zurück. Von den Ventimiglia ging die Grafschaft zwischen dem 15. und 16. Jahrhundert nacheinander an die Cardona, die Aragona und die Moncada über.
Die Moncada, Herzöge von Ferrandina, besaßen die Grafschaft bis 1812, dem Jahr der Abschaffung des Feudalwesens in Sizilien.